# Geniostoma vestitum
Geniostoma vestitum là một loài thực vật có hoa trong họ Mã tiền. Loài này được Baill. mô tả khoa học đầu tiên năm 1880.